# Gymnothorax fimbriatus
Gymnothorax fimbriatus är en fiskart som först beskrevs av Bennett 1832.  Gymnothorax fimbriatus ingår i släktet Gymnothorax och familjen Muraenidae. Inga underarter finns listade i Catalogue of Life.